# Gullstrand (cràter)

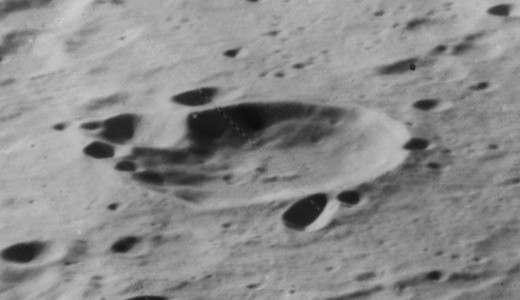
Vista obliqua a gran altura (orientada cap a l'oest), també presa des de la Lunar Orbiter 5

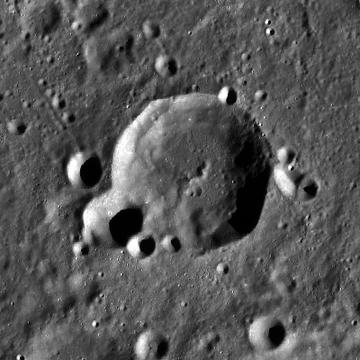
Fotografia de la missió Lunar Reconnaissance Orbiter

Gullstrand és un cràter d'impacte que es troba en l'hemisferi nord de la cara oculta de la Lluna. A una distància d'al voltant d'un diàmetre del cràter cap al sud-est es troba el cràter de major grandària Perrine, i a l'oest-sud-oest apareix Quetelet.
|  |

Aquest cràter té un vorell circular que està relativament ben definit, i només s'ha desgastat moderadament. Un petit cràter en forma de campana trenca el brocal cap al sud-oest, i un petit cràter està unit a la part sud-est de la vora de Gullstrand. Un petit cràter característic de forma estranya s'uneix a la vora del costat est. També apareixen petits cràters al llarg dels bords nord i sud.
Les parets interiors de Gullstrand són relativament simples i sense trets distintius, i el pis interior no està marcat per elements destacables. Una cresta central de baixa altura se situa al punt mitjà.
Gullstrand es troba en el marge aproximat de la Conca Coulomb-Sarton, una depressió de 530 km d'ample producte de l'impacte d'un cràter del Període Pre-Nectàric.

## Cràters satèl·lit
Per convenció aquests elements són identificats en els mapes lunars posant la lletra en el costat del punt mitjà del cràter que està més prop de Gullstrand.
|            | \| Gullstrand \| Coordenades \| Diàmetre \| \| ---------- \| -------------------------------------- \| -------- \| \| C \| 46° 48′ N, 126° 36′ O / 46.8°N,126.6°O \| 15 km \| |          |
| Gullstrand | Coordenades | Diàmetre |
| C          | 46° 48′ N, 126° 36′ O / 46.8°N,126.6°O | 15 km    |